# Буш, Жан Вячеславович
Жан Вячеславович Буш (род. 1 апреля 1993 года в Челябинске, Россия) — российский фигурист, выступающий в одиночном катании. Бронзовый призёр чемпионата России 2011 года. Мастер спорта России.

## Карьера
Жан Буш начал заниматься фигурным катанием в возрасте 8 лет в челябинской СДЮШОР «Тодес». С 2004 по весну 2010 года с ним работала тренер Лариса Николаевна Яковлева. Весной 2010 года Жан переехал в Санкт-Петербург для работы с Олимпийским чемпионом Алексеем Урмановым.
Под руководством Урманова смог отобраться в финал юниорской серии Гран-при сезона 2010—2011, где занял 7-е место, и завоевал бронзовую медаль на чемпионате России 2011 года. Так как у России на чемпионате Европы 2011 года было только два места, а на чемпионате мира — одно, то Жан не попал в сборную команду на эти соревнования. Став вторым на юниорском первенстве страны, он был направлен на юниорский чемпионат мира, где занял 11-е место.
Сезон 2011/2012 Жан начал с участия в турнире Nebelhorn Trophy, который стал его первым «взрослым» международным соревнованием и где он занял шестое место. При этом в короткой программе Буш был третьим.
В начале октября 2011 года занял 8-е место на турнире «Finlandia Trophy», при этом стал единственным участником турнира, удачно исполнившим прыжок в четыре оборота — в короткой программе исполнил каскад «четверной тулуп + двойной тулуп».
На чемпионате России 2012 года Жан Буш был третьим в короткой программе после Евгения Плющенко и Артура Гачинского, однако из-за ошибок в произвольной, где он занял 6-е место, в итоговом протоколе стал лишь 4-м, пропустив вперёд Сергея Воронова и войдя в сборную на чемпионат Европы 2012 лишь в качестве запасного.
Победив на первенстве России-2012 среди юниоров в Новогорске с огромным преимуществом — более 20 баллов, Жан Буш возглавил мужскую сборную России на чемпионате мира среди юниоров в Минске, где занял 5-е место.
Жан принял участие в командном чемпионате мира и стал там 10 в личном зачёте.
Сезон 2012—2013 Жан Буш начал на турнире Finlandia Trophy, где занял 5-е место. На Кубке Ниццы-2012 занял 6-е место. На чемпионате России выступил неудачно и занял лишь 12-е место.
В июне 2013 Жан Буш перешёл в ЦСКА к тренеру Соколовской Светлане Владимировне. В сезоне 2013—2014 Буш выступил в октябре на Ice Star и занял 2-е место с суммой 215.66 баллов, на Coup de Nice 3-е место с суммой 226.3 баллов. В ноябре Volvo Open Cup 2013 занял 5-е место с суммой 184.84 баллов. В декабре выступил на зимней Универсиаде в Италии. Прокат в первый день был неудачен, но в произвольной программе Жан выступил очень прилично, и ему немного не хватило до бронзовой медали. На Зимней универсиаде занял 4-е место с суммой 200.16 баллов.
Очень удачно выступил в конце ноября 2015 года на Кубке Варшавы, где занял третье место и улучшил свои достижения в сумме и произвольной программе. Однако не сумел отобраться на очередной чемпионат России и выступал лишь в феврале 2016 года на Финале Кубка России, где занял место в середине таблицы.

## Программы
| Сезон     | Короткая программа                    | Произвольная программа                     |
| --------- | ------------------------------------- | ------------------------------------------ |
| 2013—2014 | Танец с саблями Арам Ильич Хачатурян  | Beethoven's 5 secrets by the piano guys    |
| 2011—2012 | Симфония № 5 Людвиг ван Бетховен      | Кармен Жорж Бизе (в современной обработке) |
| 2010—2011 | «Когда я закрываю глаза» Игорь Крутой | Саундтрек к фильму «Скала» Ханс Циммер     |
| 2009—2010 |                                       |                                            |

## Спортивные достижения
| Соревнования                              | 2008—2009 | 2009—2010 | 2010—2011 | 2011—2012 | 2012—2013 | 2013—2014 | 2015—2016 |
| ----------------------------------------- | --------- | --------- | --------- | --------- | --------- | --------- | --------- |
| Этапы Гран-при: Кубок России              |           |           |           |           | 8         |           |           |
| Nebelhorn Trophy                          |           |           |           | 6         |           |           |           |
| Finlandia Trophy                          |           |           |           | 8         | 5         |           |           |
| Международный кубок Ниццы                 |           |           |           | 6         | 6         | 3         |           |
| Кубок Варшавы                             |           |           |           |           |           |           | 3         |
| Зимние Универсиады                        |           |           |           |           |           | 4         |           |
| Чемпионаты России                         |           | 17        | 3         | 4         | 12        | 7         |           |
| Финал Кубка России                        |           |           |           |           | 5         |           | 6         |
| Чемпионаты мира среди юниоров             |           |           | 11        | 5         |           |           |           |
| Финалы юниорского Гран-при                |           |           | 7         |           |           |           |           |
| Этапы юниорского Гран-при, Франция        | 9         |           |           |           |           |           |           |
| Этапы юниорского Гран-при, Венгрия        |           | 3         |           |           |           |           |           |
| Этапы юниорского Гран-при, Хорватия       |           | 3         |           |           |           |           |           |
| Этапы юниорского Гран-при, Австрия        |           |           | 3         |           |           |           |           |
| Этапы юниорского Гран-при, Великобритания |           |           | 2         |           |           |           |           |
| Первенство России среди юниоров           | 9         | 5         | 2         | 1         |           |           |           |